# Jeff Blatnick
Jeff Blatnick (n. 26 iulie 1957, Niskayuna⁠(d), New York, SUA – d. 24 octombrie 2012, Schenectady, New York, SUA) a fost un luptător ce a reprezentat Statele Unite ale Americii, medaliat olimpic. A participat la o ediție a Jocurilor Olimpice (1984) în care a câștigat o medalie de aur.

## Participări
Lista de mai jos prezintă principalele competiții la care a participat Jeff Blatnick de-a lungul carierei.
- wrestling at the 1984 Summer Olympics – men's Greco-Roman +100 kg[*]